# Loisach
De Loisach is een 114 kilometer lange linkerzijrivier van de Isar in Oostenrijk en Duitsland.
De rivier ontspringt in de Oostenrijkse deelstaat Tirol tussen de Lechtaler Alpen in het westen en het Wettersteingebergte in het oosten, dicht in de buurt van de Fernpas. Zijn bron bevindt zich in Biberwier, in de buurt van de meren Blindsee, Mittersee en Weißensee. Vandaaruit stroomt de Loisach via Ehrwald langs de westzijde van de Zugspitze over de Oostenrijks-Duitse grens.
Het water stroomt dan vervolgens door het zuiden van Beieren langs Grainau naar Garmisch-Partenkirchen, waarna de rivier tussen de Ammergauer Alpen in het westen en het Estergebergte in het oosten verder naar het noorden stevent. De rivier stroomt vervolgens langs onder andere Murnau am Staffelsee om bij Schlehdorf de Kochelsee in te stromen. De Loisach verlaat dit meer aan zijn noordzijde ten westen van Kochel am See, waarna de rivier uiteindelijk bij Wolfratshausen in de Isar uitmondt.

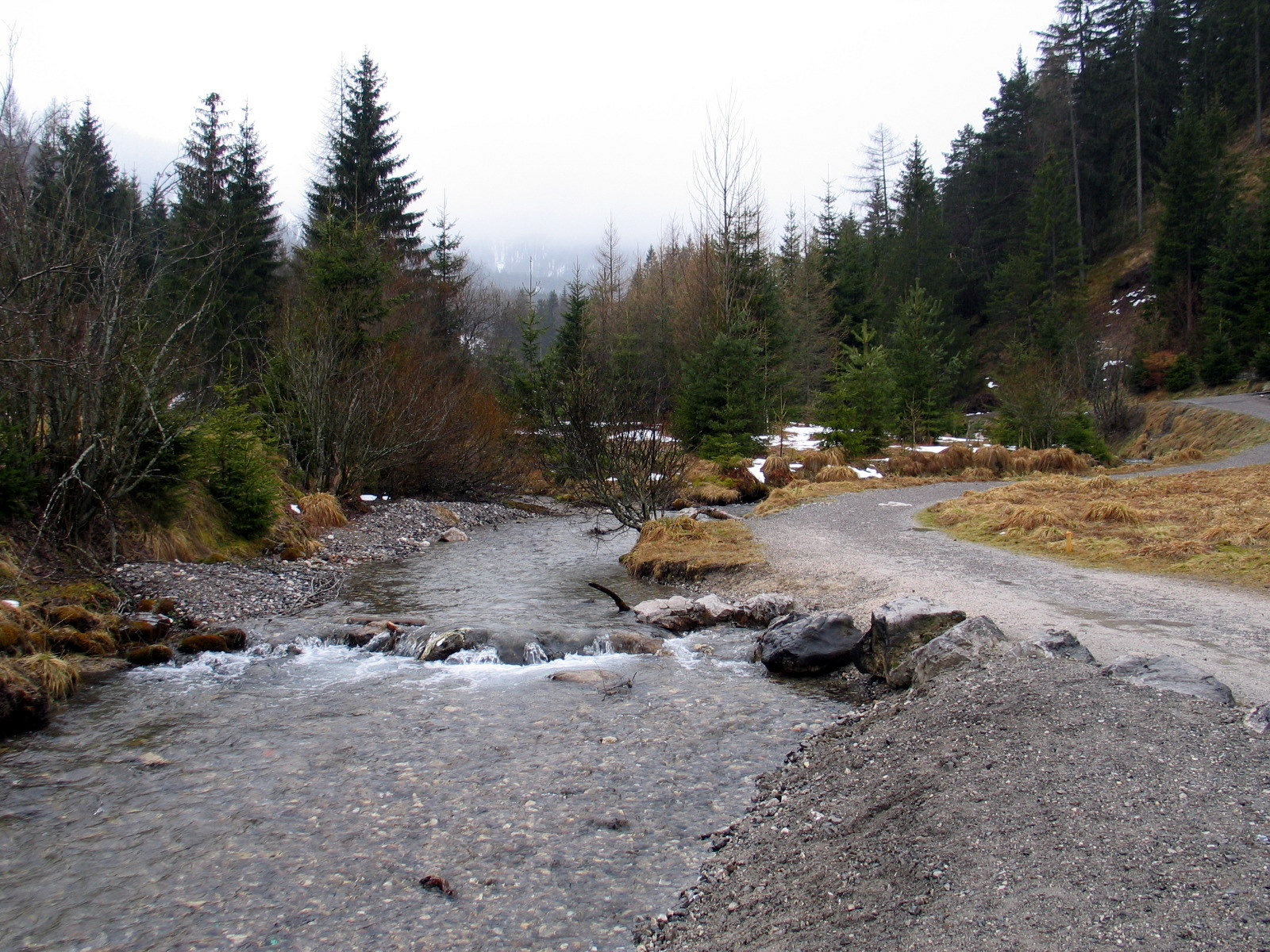
De Loisach in Biberwier
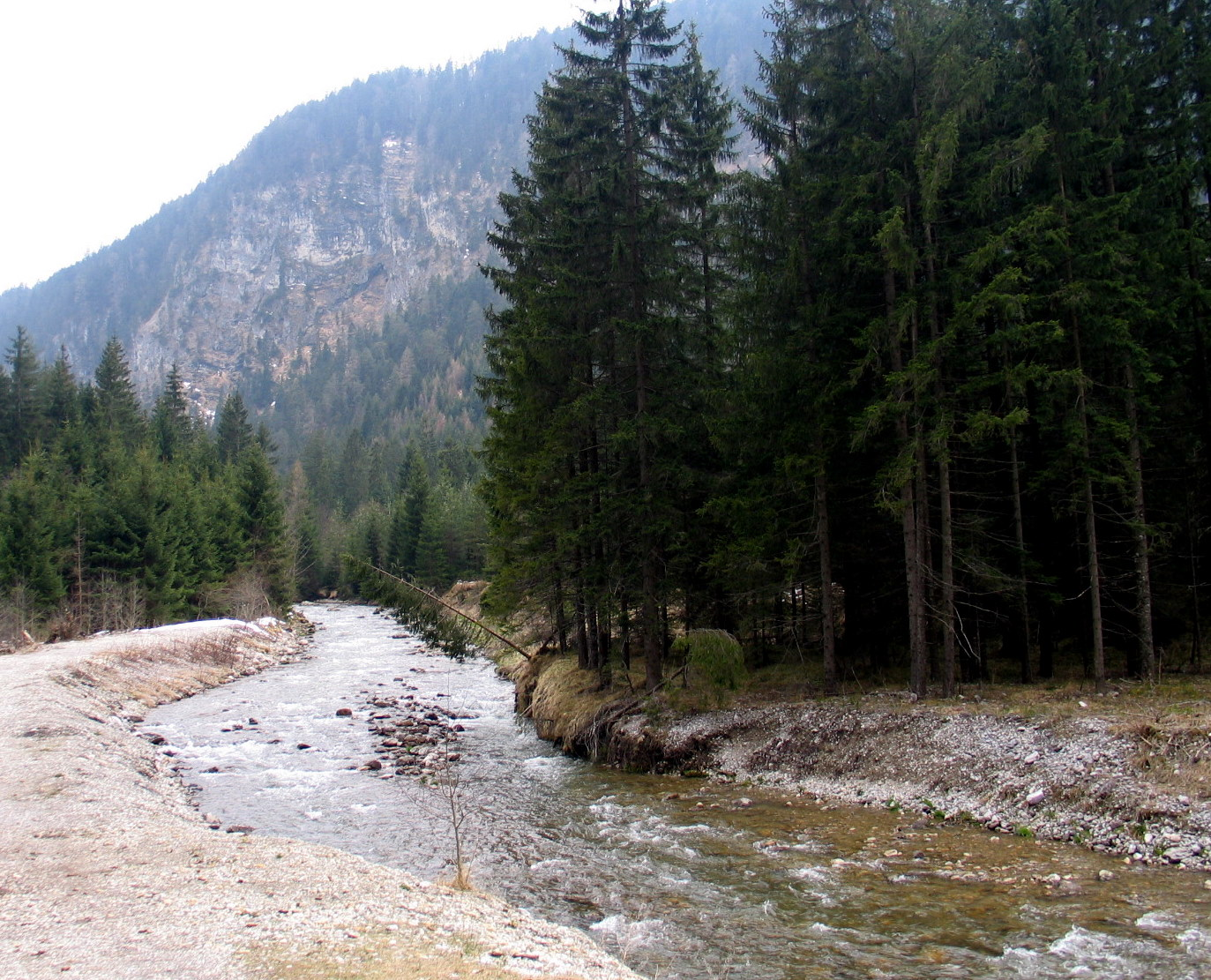
De Loisach bij Garmisch-Partenkirchen

- Gemeinsame Normdatei: 4036257-7
- Virtual International Authority File: 242076528